# 托馬基夫卡河
托馬基夫卡河（烏克蘭語：Томаківка），是烏克蘭東南部的河流，發源自納迪亞，流經扎波羅熱州和第聶伯羅彼得羅夫斯克州，河口處在馬爾加涅茨，河道全長53公里，流域面積1,010平方公里。